# لیک ویلز (فلوریدا)
لیک ویلز (به انگلیسی: Lake Wales) شهری در شهرستان پولک ایالت فلوریدا است که در سال ۱۹۱۷ بنیان‌گذاری شده‌است. این شهر طبق سرشماری سال ۲۰۱۰ میلادی، ۱۴٬۲۲۵ نفر جمعیت داشته و مساحت آن نیز ۳۶٫۳ کیلومتر مربع است.